# Nordholz (Buch)
Nordholz ist ein Ortsteil des Marktes Buch im schwäbischen Landkreis Neu-Ulm in Bayern.

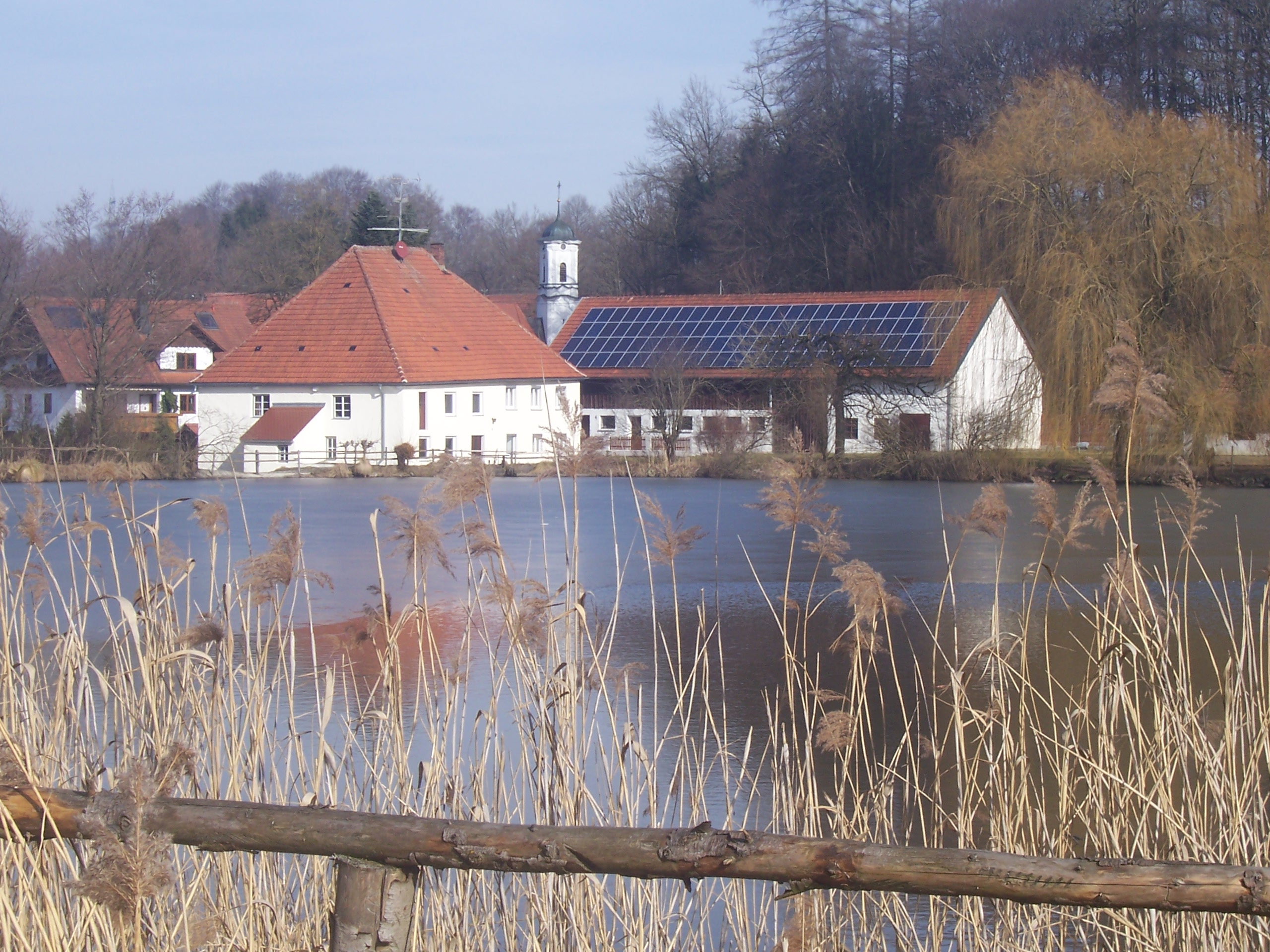
Der Nordholzer Mühlenweiher

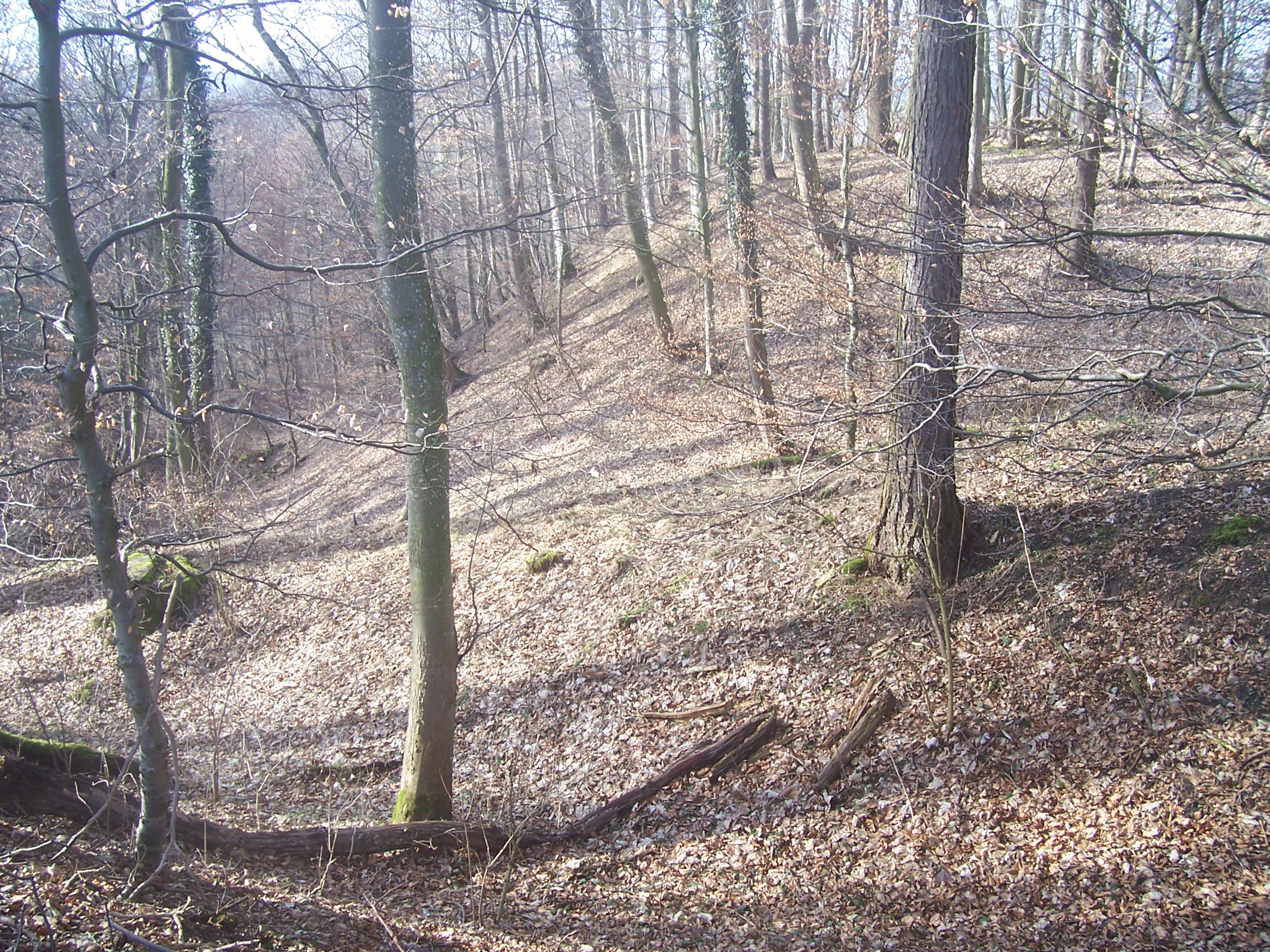
Burgstall Nordholz

## Geographie
Der Ort liegt im Tal der jungen Biber, ca. 3,5 km nordöstlich des Hauptortes.

## Geschichte
Die Entstehung des Ortes wird für das 11./12. Jahrhundert angenommen. Im Hochmittelalter war Nordholz Sitz der gleichnamigen Herrschaft, welche auf der oberen Burg residierte. Diese Edelherren standen in enger Verbindung zum Kloster Ottobeuren.
Nach Erbteilung wurde durch Konrad von Nordholz die niedere Burg errichtet.
Diese Nordholzer Besitzungen gingen um das Jahr 1390 an die Grafen von Rechberg über, welche den nach dem Städtekrieg von den Memmingern verwüsteten Ort 1457 an das nahe Kloster Roggenburg veräußerten.
Beim Bau der dortigen Klosterkirche wurden die Steine der ehemaligen Burg Nordholz verwendet.
Seit 1805 ist der Ort bayerisch.
Am 1. Mai 1978 wurde die bis dahin selbständige Gemeinde Nordholz im ehemaligen Landkreis Illertissen mit ihren Ortsteilen Ebersbach, Engenhof und Halbertshofen in den Markt Buch eingegliedert.

## Sehenswürdigkeiten
Siehe auch: Liste der Baudenkmäler in Nordholz
- Filialkirche St. Antonius von Padua mit Fresken von Martin Leonhard Kuen
- Fachwerkbauernhaus mit schöner Ostfassade
- Mühlenweiher mit Bibermühle
- Zwei Burgställe südöstlich und nordöstlich des Ortes
- Kifez Nordholz (Kinderfeuerwehr-Einsatzzentrale)
- Feuerwehrspielplatz
- Kapelle östlich des Ortes auf dem Berg

## Verkehr
Nordholz liegt an der Staatsstraße 2018 (Illertissen – Krumbach), wobei Illertissen 10 km, Krumbach (Schwaben) 12 km entfernt liegt. Zudem gibt es Ortsverbindungsstraßen nach Ritzisried und Meßhofen.

## Die Sage von der Nordholzer Krötenwanderung
Vor langer Zeit lebte auf dem Schlossberg ein Einsiedler, der Bruder Arnik. Er kümmerte sich um die Kranken und Gebrechlichen in der gesamten Umgebung. Unten im Dorf hauste währenddessen der Blase, ein verrufener Bursche, der es mit der Ehrlichkeit und der Arbeit nicht so genau nahm.  Ihm waren die immer wiederkehrenden Wallfahrer zur Klause des Bruders Arnik zuwider, so dass er beschloss, das Kruzifix des Einsiedlers zu stehlen. Als der fromme Bruder eines Morgens erwachte und das Fehlen des Gekreuzigten bemerkte, fiel er so schwer in Kummer, dass er bald darauf verstarb. Allerdings nicht ohne zuvor den Herrn um eine Strafe für den gottlosen Dieb zu bitten. Kröten sollten den Berg hinab zum Weiher wandern und somit den Aufstieg zu der Klause für die Frevler unmöglich machen. Doch auch der Blase sollte nicht mehr lange leben, während eines Gewitters wurde er vom Blitz getroffen und starb auf der Stelle. Er durfte nicht auf dem Kirchhof beerdigt werden, sondern wurde im Wald begraben. Als daraufhin die alte Hütte des Blase ausgeräumt wurde, fand man schließlich auch das geraubte Kruzifix. Die Freude darüber war so groß, dass man es in feierlicher Prozession in die Nordholzer Kirche brachte, wo es noch lange einen ehrenvollen Platz einnahm.